# Aegialoalaimus punctatus
Aegialoalaimus punctatus är en rundmaskart. Aegialoalaimus punctatus ingår i släktet Aegialoalaimus, och familjen Axonolaimidae. Arten är reproducerande i Sverige.